# Calendulauda erythrochlamys
A Calendulauda erythrochlamys a verébalakúak (Passeriformes) rendjébe, ezen belül a pacsirtafélék (Alaudidae) családjába és a Calendulauda nembe tartozó faj.

## Rendszerezése
A fajt Hugh Edwin Strickland angol zoológus és ornitológus írta le 1853-ban, az Alauda nembe Alauda erythrochlamys néven. Szerepelt a Certhilauda nemben Certhilauda erythrochlamy  néven is.

## Előfordulása
Afrika délnyugati részén, Namíbia területén honos. Természetes élőhelyei a szubtrópusi és trópusi forró sivatagok. Állandó, nem vonuló faj.

## Megjelenése
Testhossza 18 centiméter, testtömege 25-33 gramm.

## Életmódja
Rovarokkal és magokkal táplálkozik. Egész évben költ, esőket követően.

## Természetvédelmi helyzete
Az elterjedési területe nagy, egyedszáma pedig stabil. A Természetvédelmi Világszövetség Vörös listáján nem fenyegetett fajként szerepel.